# Zimiromus medius
Zimiromus medius är en spindelart som först beskrevs av Eugen von Keyserling 1891.  Zimiromus medius ingår i släktet Zimiromus och familjen plattbuksspindlar. Inga underarter finns listade i Catalogue of Life.